# Teoría de Brans-Dicke
En física teórica , la teoría de la gravitación de Brans-Dicke (a veces llamada teoría de Jordan-Brans-Dicke ) es un marco teórico para explicar la gravitación . Es un competidor de Einstein de la teoría de la relatividad general . Es un ejemplo de una teoría escalar-tensorial , una teoría gravitacional en la que la interacción gravitacional está mediada por un campo escalar así como por el campo tensorial de la relatividad general. La constante de gravitación G no se presume que es constante, sino que en lugar de 1 / G se sustituye por un campo escalar  que puede variar de un lugar a otro y con el tiempo.
La teoría fue desarrollada en 1961 por Robert H. Dicke y Carl H. Brans basándose, entre otros, en el trabajo anterior de 1959 de Pascual Jordan . En la actualidad, tanto la teoría de Brans-Dicke como la relatividad general se consideran generalmente de acuerdo con la observación. La teoría de Brans-Dicke representa un punto de vista minoritario en física.

## Comparación con relatividad general
Tanto la teoría de Brans-Dicke como la relatividad general son ejemplos de una clase de teorías de campo de la gravitación clásicas relativistas , llamadas teorías métricas . En estas teorías, el espacio-tiempo está equipado con un tensor métrico ,{\displaystyle g_{ab}}, y el campo gravitacional está representado (en su totalidad o en parte) por el tensor de curvatura de Riemann {\displaystyle R_{abcd}}, que está determinado por el tensor métrico.
Todas las teorías métricas satisfacen el principio de equivalencia de Einstein , que en el lenguaje geométrico moderno establece que en una región muy pequeña (demasiado pequeña para exhibir efectos de curvatura medibles ), todas las leyes de la física conocidas en la relatividad especial son válidas en los marcos de Lorentz locales . Esto implica a su vez que todas las teorías métricas exhiben el efecto de desplazamiento al rojo gravitacional .
Como en la relatividad general, se considera que la fuente del campo gravitacional es el tensor de tensión-energía o el tensor de materia . Sin embargo, la forma en que la presencia inmediata de masa-energía en alguna región afecta el campo gravitacional en esa región difiere de la relatividad general. También lo hace la forma en que la curvatura del espacio-tiempo afecta el movimiento de la materia. En la teoría de Brans-Dicke, además de la métrica, que es un campo tensorial de rango dos , hay un campo escalar ,{\displaystyle \phi }, que tiene el efecto físico de cambiar la constante gravitacional efectiva de un lugar a otro. (Esta característica fue en realidad un desiderátum clave de Dicke y Brans; consulte el artículo de Brans citado a continuación, que esboza los orígenes de la teoría).
Las ecuaciones de campo de la teoría de Brans-Dicke contienen un parámetro ,{\displaystyle \omega }, llamada constante de acoplamiento de Brans-Dicke . Esta es una verdadera constante adimensional que debe elegirse de una vez por todas. Sin embargo, se puede elegir para que se ajuste a las observaciones. Estos parámetros a menudo se denominan parámetros ajustables . Además, el valor ambiental actual de la constante gravitacional efectiva debe elegirse como condición de contorno . La relatividad general no contiene ningún parámetro adimensional y, por lo tanto, es más fácil de refutar (en el sentido de Popper) que la teoría de Brans-Dicke. Las teorías con parámetros ajustables a veces se desaprueban por el principio de que, de dos teorías que coinciden con la observación, la más austera es preferible. Por otro lado, parece que son una característica necesaria de algunas teorías, como el débil ángulo de mezcla del Modelo Estándar .
La teoría de Brans-Dicke es "menos estricta" que la relatividad general en otro sentido: admite más soluciones. En particular, soluciones de vacío exactas para la ecuación de campo de Einstein de la relatividad general, aumentadas por el campo escalar trivial{\displaystyle \phi =1}, se convierten en soluciones de vacío exactas en la teoría de Brans-Dicke, pero algunos espacio-tiempos que no son soluciones de vacío a la ecuación de campo de Einstein se convierten, con la elección apropiada del campo escalar, en soluciones de vacío de la teoría de Brans-Dicke. De manera similar, una clase importante de espaciotiempo, las métricas de onda pp , también son soluciones exactas de polvo nulo de la relatividad general y la teoría de Brans-Dicke, pero aquí también, la teoría de Brans-Dicke permite soluciones de onda adicionales que tienen geometrías que son incompatibles con la relatividad general. .
Al igual que la relatividad general, la teoría de Brans-Dicke predice la deflexión de la luz y la precesión del perihelio de los planetas que orbitan alrededor del Sol. Sin embargo, las fórmulas precisas que gobiernan estos efectos, según la teoría de Brans-Dicke, dependen del valor de la constante de acoplamiento{\displaystyle \omega }. Esto significa que es posible establecer un límite inferior observacional en el posible valor{\displaystyle \omega } de a partir de observaciones del sistema solar y otros sistemas gravitacionales. El valor de  coherente con el experimento ha aumentado con el tiempo. En 1973{\displaystyle \omega >5}fue consistente con los datos conocidos. Para 1981{\displaystyle \omega >30} fue consistente con los datos conocidos. En 2003, la evidencia, derivada del experimento Cassini-Huygens , muestra que el valor de{\displaystyle \omega } debe superar los 40.000.
También se enseña a menudo que la relatividad general se obtiene de la teoría de Brans-Dicke en el límite{\displaystyle \omega \rightarrow \infty }. Pero Faraoni afirma que esto se rompe cuando se desvanece 
el rastro del impulso de la energía-tensión, es decir{\displaystyle T_{\mu }^{\mu }=0}  . Un ejemplo de ello es la solución de agujero de gusano Campanelli - Lousto . Algunos han argumentado [ ¿quién? ] que sólo la relatividad general satisface el principio de equivalencia fuerte .

## Las ecuaciones de campo
Las ecuaciones de campo de la teoría de Brans-Dicke son:
{\displaystyle \Box \phi ={\frac {8\pi }{3+2\omega }}T}
{\displaystyle G_{ab}={\frac {8\pi }{\phi }}T_{ab}+{\frac {\omega }{\phi ^{2}}}(\partial _{a}\phi \partial _{b}\phi -{\frac {1}{2}}g_{ab}\partial _{c}\phi \partial ^{c}\phi )+{\frac {1}{\phi }}(\nabla _{a}\nabla _{b}\phi -g_{ab}\Box \phi )},
dónde
{\displaystyle \omega } es la constante de acoplamiento de Dicke adimensional;
{\displaystyle g_{ab}} es el tensor métrico ;
{\displaystyle G_{ab}=R_{ab}-{\tfrac {1}{2}}Rg_{ab}} es el tensor de Einstein , una especie de curvatura promedio;
{\displaystyle R_{ab}={R^{m}}_{amb}} es el tensor de Ricci , una especie de trazo del tensor de curvatura;
{\displaystyle R={R^{m}}_{m}} es el escalar de Ricci , la traza del tensor de Ricci;
{\displaystyle T_{ab}} es el tensor estrés-energía ;
{\displaystyle T=T_{a}^{a}} es el rastro del tensor estrés-energía;
{\displaystyle \phi } es el campo escalar; y
{\displaystyle \Box } es el operador de Laplace-Beltrami u operador de onda covariante, {\displaystyle \Box \phi =\phi _{\;\;;a}^{;a}}.
La primera ecuación dice que la traza del tensor de tensión-energía actúa como fuente del campo escalar {\displaystyle \phi } . Dado que los campos electromagnéticos contribuyen solo con un término sin trazas al tensor de tensión-energía, esto implica que en una región del espacio-tiempo que contiene solo un campo electromagnético (más el campo gravitacional), el lado derecho desaparece y {\displaystyle \phi } obedece a la ecuación de onda (espacio-tiempo curvo) . Por lo tanto, los cambios en {\displaystyle \phi }propagarse a través de regiones de electrovacío ; en este sentido decimos que{\displaystyle \phi } es un campo de largo alcance .
La segunda ecuación describe cómo el tensor esfuerzo-energía y el campo escalar juntos afectan la curvatura del espacio-tiempo. El lado izquierdo, el tensor de Einstein , se puede considerar como una especie de curvatura promedio. Es una cuestión de matemáticas puras que, en cualquier teoría métrica, el tensor de Riemann siempre se puede escribir como la suma de la curvatura de Weyl (o tensor de curvatura conforme ) más una pieza construida a partir del tensor de Einstein.
A modo de comparación, la ecuación de campo de la relatividad general es simplemente
{\displaystyle G_{ab}=8\pi GT_{ab}.}
Esto significa que en la relatividad general, la curvatura de Einstein en algún evento está completamente determinada por el tensor de tensión-energía en ese evento; la otra pieza, la curvatura de Weyl, es la parte del campo gravitacional que puede propagarse como una onda gravitacional a través de una región de vacío. Pero en la teoría de Brans-Dicke, el tensor de Einstein está determinado en parte por la presencia inmediata de masa-energía y momento, y en parte por el campo escalar de largo alcance..
Las ecuaciones de campo de vacío de ambas teorías se obtienen cuando desaparece el tensor de tensión-energía. Esto modela situaciones en las que no hay campos no gravitacionales presentes.

## El principio de acción
El siguiente lagrangiano contiene la descripción completa de la teoría de Brans-Dicke:
{\displaystyle S={\frac {1}{16\pi }}\int d^{4}x{\sqrt {-g}}\;\left(\phi R-{\frac {\omega }{\phi }}\partial _{a}\phi \partial ^{a}\phi \right)+\int d^{4}x{\sqrt {-g}}\;{\mathcal {L}}_{\mathrm {M} }} 
dónde {\displaystyle g} es el determinante de la métrica, {\displaystyle {\sqrt {-g}}\,d^{4}x} es la forma de volumen de cuatro dimensiones, y {\displaystyle {\mathcal {L}}_{\mathrm {M} }} es el término materia o matéria lagrangiana.
El término materia incluye la contribución de materia ordinaria (por ejemplo, materia gaseosa) y también campos electromagnéticos. En una región del vacío, el término materia se desvanece de manera idéntica; el término restante es el término gravitacional . Para obtener las ecuaciones de campo de vacío, debemos variar el término gravitacional en el Lagrangiano con respecto a la métrica{\displaystyle g_{ab}}; esto da la segunda ecuación de campo anterior. Cuando variamos con respecto al campo escalar{\displaystyle \phi }, obtenemos la primera ecuación de campo.
Tenga en cuenta que, a diferencia de las ecuaciones de campo de la relatividad general, el {\displaystyle \delta R_{ab}/\delta g_{cd}} el término no desaparece, ya que el resultado no es una derivada total. Se puede demostrar que
{\displaystyle {\frac {\delta (\phi R)}{\delta g^{ab}}}=\phi R_{ab}+g_{ab}g^{cd}\phi _{;c;d}-\phi _{;a;b}}
Para probar este resultado, utilice
{\displaystyle \delta (\phi R)=R\delta \phi +\phi R_{mn}\delta g^{mn}+\phi \nabla _{s}(g^{mn}\delta \Gamma _{nm}^{s}-g^{ms}\delta \Gamma _{rm}^{r})}
Al evaluar el {\displaystyle \delta \Gamma }s en coordenadas normales de Riemann, desaparecen 6 términos individuales. Se combinan otros 6 términos cuando se manipulan utilizando el teorema de Stokes para proporcionar {\displaystyle (g_{ab}g^{cd}\phi _{;c;d}-\phi _{;a;b})\delta g^{ab}}
En comparación, la relatividad general que define lagrangiana es
{\displaystyle S=\int d^{4}x{\sqrt {-g}}\;\left({\frac {R}{16\pi G}}+{\mathcal {L}}_{\mathrm {M} }\right)}
Variando el término gravitacional con respecto a {\displaystyle g_{ab}} da la ecuación de campo de Einstein del vacío.
En ambas teorías, las ecuaciones de campo completo se pueden obtener mediante variaciones del lagrangiano completo.